# 藤本琇丈 (初代)
初代 藤本 琇丈（しょだい ふじもと ひでお、1923年5月21日 - 2006年2月28日）は昭和から平成期に活躍した民謡・端唄三味線の演奏家。
藤本流初代家元・藤本会会長・日本民謡歌謡学院院長。
小唄の芸名は蓼胡穣・哥沢の芸名は三代目哥沢芝梅。
多種の三味線を弾き分け、尚且つそれぞれの分野で第一人者であった。
現在の民謡三味線を譜面化・通信教育によって全国へ普及させ、また多くの三味線奏者、歌手を育て、民謡界に藤本帝国を築き上げた。
没後の2007年（平成19年）4月24日、長男の洋久（前名藤本博久）が二代目を襲名した。

## 生い立ち
本名、山田 英雄。
1923年（大正12年）5月21日、東京市滝野川区田端町に、父・山田縫次郎、母・滋（しげ）の次男として生まれる（長男・光夫は1924年（大正13年）に病没）。
父は下谷の数奇屋町で料亭「千代田」を経営していた。三男・純三は同じく三味線奏者の藤本直久として活躍。
父方の叔母は、彫刻家の朝倉文夫夫人。従姉妹は舞台美術家の朝倉摂。

## 芸歴
- 5歳の頃三代目常磐津文字兵衛の常磐津「乗合船恵方万歳」をレコードで聞き、三味線の音に魅せられたのをきっかけに、1928年（昭和3年）、5歳で杵屋弥栄という女流の師匠に長唄の手ほどきを受ける。
- 7歳で常磐津操太夫に入門。
- 1931年（昭和6年）11月25日、山楽クラブにて行われた杵屋弥栄のお浚い会において、「小鍛冶」を弾いて初舞台。時に8歳であった。
- 初舞台後に、杵屋和助の許へ移籍。
- 中学生に上がる頃、常磐津操太夫より養子縁組の話があったが、父の反対に遭い、そのまま常磐津を辞める。
- 同じ頃、長唄の修行を強化するために、五世杵屋和吉の門下となり、子息の二世杵屋勝之助に師事。
- 1941年（昭和16年）2月6日、杵屋勝幸二の名を許される。師に従い、東宝邦楽部に所属。
- 戦後、東宝邦楽部を退部し、生活の為に端物（端唄、俗曲などの小曲）へ転向。名を杵屋秀夫と改める。
- 1948年（昭和23年）頃、興行師中村与吉の勧めにより、当時既に端唄の大家であった藤本二三吉の三味線を、二三吉の実姉小静と組んで弾くことになる。
- 二三吉と小静が芸苗字（本名の藤本）を名乗ることになり、これに従って芸名を藤本秀夫と改める。
- 1949年（昭和24年）、新井検番の専属師匠となる。（俗曲の師匠としては初）。その後全国各地の検番師匠を務めるようになる。
- 1951年（昭和26年）、小唄の初代蓼胡蝶に入門。
- 1953年（昭和28年）3月3日、林直江と結婚。
- 1954年（昭和29年）4月12日、長女・英津子誕生。
- 1954年（昭和29年）、小唄の名取として蓼胡穣（たで こじょう）を許される。
- 1957年（昭和32年）、キングレコードの専属となる。
- 1958年（昭和33年）6月14日、『第1回藤本会発表会』を開催する。（以後回を重ねる）
- 1958年（昭和33年）7月28日、父縫次郎死去（享年75）。
- 1959年（昭和34年）、財団法人日本民謡協会より技能章を受章。
- 1961年（昭和36年）6月2日、長男洋久（後の藤本博久。藤本流二代目家元）誕生。
- 1962年（昭和37年）、財団法人日本民謡協会の理事に就任。
- 1963年（昭和38年）、キングレコードの邦楽参与に就任。
- 1964年（昭和39年）9月、読売ホールに於いて、『第1回 藤本会公演』を開催する。
- 1964年（昭和39年）12月、杉並区永福町に転居し、日本民謡歌謡学院の看板を掲げ、通信教育を始める。
- 1965年（昭和40年）、「うた沢の成立と発展」で第20回文部省芸術祭の奨励賞を受賞。
- 1965年（昭和40年）、町田佳聲の勧めにより、芸名を「秀夫」から「琇丈」へ改名。
- 1966年（昭和41年）、財団法人日本民謡協会の参与に就任。
- 1966年（昭和41年）10月1日、新宿厚生年金会館に於いて、『第2回藤本会公演』を開催。
- 1968年（昭和43年）、アメリカ・サンフランシスコに藤本三味線研究会が発足。
- 1969年（昭和44年）10月、財団法人日本民謡協会の名誉教授に就任。
- 1971年（昭和46年）1月27日、母滋死去（享年83）
- 1972年（昭和47年）6月28日、国立劇場大劇場に於いて、『第3回藤本会公演』を開催。
- 1973年（昭和48年）3月25日、四世哥沢土佐芝金より、哥沢の名取として三代目哥沢芝梅の名を許される。
- 1976年（昭和51年）10月29日、藤本二三吉死去（享年78）。
- 1977年（昭和52年）2月9日、キングレコードより昭和51年度特別功労賞受賞。
- 1977年（昭和52年）2月、アメリカ・サンフランシスコの藤本三味線研究会を発展解消、藤本会サンフランシスコ支部として新規に発足。
- 1977年（昭和52年）9月24日、国立劇場大劇場に於いて、『第4回藤本会公演』を開催。
- 1978年（昭和53年）6月16日、芸道50周年記念パーティーを帝国ホテルにて開催。これを記念して自叙伝『みすじひとすじ　藤本琇丈三味線五十年の記』を出版。
- 1978年（昭和53年）6月25日、『藤本会サンフランシスコ支部10周年記念公演』を、ジャパンセンター劇場で開催。
- 1979年（昭和54年）2月27日～3月1日、有楽町の日本劇場に於いて、『藤本琇丈三味線ひとすじ五十年　民謡の旋律（しらべ）』を開催。
- 1980年（昭和55年）、財団法人日本民謡協会より名人位を受章。
- 1982年（昭和57年）2月、端唄協会が発足し、初代会長に就任。顧問は江戸小歌市丸。
- 1982年（昭和57年）6月、東洋音楽学会会員に推薦される。
- 1983年（昭和58年）5月13・14日、国立劇場大劇場に於いて、『第5回藤本会公演』を開催。
- 1983年（昭和58年）8月21日、『藤本会サンフランシスコ支部15周年記念公演を』、ジャパンセンター劇場で開催。
- 1984年（昭和59年）10月16日、藤本会台湾公演『日本民謡之暁』を文化中心演芸庁で開催。
- 1986年（昭和61年）7月11日、第6回伝統文化ポーラ大賞・特賞を受賞。
- 1987年（昭和62年）5月21日、『キングレコード在籍30年・芸道60周年記念祝賀パーティー』を新高輪プリンスホテルにて開催。これを記念して自叙伝『みすじひとすじ 藤本琇丈三味線六十年の記』を出版。（50周年の折に出版されたものに加筆・修正したもの）
- 1987年（昭和62年）、春の叙勲で紫綬褒章を受章。
- 2006年（平成18年）2月28日、心不全のため死去（享年82）。

## 門弟（独立者含む）
- 藤本琇丈 (二代目) - 前名 藤本博久、初代の長男。
- 藤本直久 - 実弟
- 藤本喜世美
- 藤本秀喜美
- 藤本秀次
- 藤本秀康
- 藤本直秀
- 藤本秀茂
- 藤本秀心
- 藤本秀禎
- 藤本秀統
- 米谷威和男
- 本條秀太郎
- 千藤幸蔵
- 西英輔
- 吉沢浩
- 小杉真貴子
- 根岸登喜子

## 関連人物
- 藤本二三吉
- 藤本小静
- 朝倉文夫
- 朝倉摂
- 掛川尚雄
- 森垣二郎
- 町田佳聲
- 市丸
- 浅井丸留子
- 神楽坂まき子